# Дункан, Даниэль Каблан
Даниэль Каблан Дункан (фр. Daniel Kablan Duncan; род. 30 июня 1943, Уэле, Даукро, Французская Западная Африка) — ивуарийский государственный деятель, министр экономики, промышленности и финансов с 7 ноября 1990 по 24 декабря 1999 года, премьер-министр Кот-д’Ивуара с 15 декабря 1993 по 24 декабря 1999 года, министр иностранных дел с 1 июня 2011 по 21 ноября 2012 года, министр экономики и финансов с 21 ноября 2012 по 11 января 2017 года, премьер-министр Кот-д’Ивуара с 21 ноября 2012 по 10 января 2017 года, вице-президент с 16 января 2017 по 13 июля 2020 года.

## Биография

### Молодые годы и образование
Даниэль Каблан Дункан родился 30 июня 1943 года в Уэле, в департаменте Даукро, в 320 километрах к северу от Абиджана. Принадлежит к народу нзима.
С 1957 по 1963 год учился в классическом лицее Абиджана, где получил степень бакалавра в области математики. После этого окончил подготовительные курсы в лицее Мишель-Монтень в Бордо, школе бизнеса и экономики Севера в Лилле и высшей экономической школе Бордо. С 1964 по 1967 год учился в Институте коммерции в Нанси, который окончил со степенью в области коммерческой инженерии. В 1968 году получил диплом инженера международной торговли Института международной торговли в Париже и диплом Палаты британских и испанских консулов.

### Карьера экономиста
С 1970 по 1973 год занимал должность помощника директора отдела внешнеэкономических связей министерства экономики и финансов. В течение шести месяцев в период 1973—1974 годов работал в качестве «специального сотрудника» в Международном валютном фонде. С 1974 по 1986 год являлся руководителем научно-исследовательского отдела в Абиджане, а затем заместителем директора национального отдела при Центральном банке государств Западной Африки (BCEAO). С 1986 по 1987 год был генеральным директором Национального фонда социального страхования Кот-д’Ивуара, а с 1989 по 1990 год — директором Центра наследия и информации ВСЕАО в Дакаре.

### Пост министра экономики
C 7 ноября 1990 по 11 декабря 1993 года был министром экономики, промышленности и финансов и министром-делегатом по вопросам экономики, финансов, бюджета, планирования, торговли и промышленности при премьер-министре Алассане Уаттаре и президенте Феликсе Уфуэ-Буаньи. Ввиду мировой рецессии, увеличения внешнего долга в три раза, неудовлетворительного функционирования сельскохозяйственного сектора и забастовок государственных служащих и студентов, приведших к созданию многопартийной демократии, Дункан в период 1990—1993 годов приступил к реализации политики стабилизации экономики, приватизации и жесткой экономии, заключавшейся в реформировании и либерализации ключевых секторов экономики, реструктуризации и продаже сотен неэффективных государственных компаний. Действуя по девизу Уфуэ-Буаньи, заключающемся в том, что Кот-д’Ивуар «никому не враг, а всем друг», Дункан укрепил связи с Латинской Америкой, поспособствовав созданию отделений двух бразильских банков «Banco do Brasil» и «Banco Real», а также налаживанию прямого авиасообщения компании «VARIG» между Рио-де-Жанейро и Абиджаном.

### Первый срок на должности премьер-министра
После смерти Уфуэ-Буаньи, с 11 декабря 1993 по 23 декабря 1999 года Дункан занимал должность премьер-министра Кот-д’Ивуара при президенте Анри Конане Бедье, отправившего Уаттару в отставку после непродолжительного политического конфликта. На этой должности он был ответственен за управление девальвацией франка КФА в 1994 году с регулированием последствий для социальной сферы, осуществление подготовки и успешное воплощение проекта экономического развития Кот-д’Ивуара на период 1994—1999 годов. Бедье и Дункан были отстранены от власти в результате военного переворота 1999 года под руководством бывшего начальника штаба вооруженных сил генерала Роберта Геи. 27 декабря 1999 года Дункан и Бедье с двумя членами его правительства, министром безопасности Марселем Дибонаном Коне и министром обороны Бандамой Н’Гаттой, а также членами их семей, отправились через Ломе в изгнание в Париж, где пробыли до 5 ноября 2000 года, когда вернулись на родину. В течение следующих десяти лет не занимался политической деятельностью.

### Пост министра иностранных дел
Перед президентскими выборами 2010 года между Уаттарой и Дунканом была заключена сделка, заключающаяся в не выставлении последним своей кандидатуры в обмен на пост премьер-министра. После победы Уаттары и отказа бывшего президента Лорана Гбагбо уйти с должности, разразился политический кризис, следствием которого стала гражданская война, унёсшая жизни более 3 тысяч человек. 1 июня 2011 года Дункан был назначен на должность министра иностранных дел Кот-д’Ивуара, пробыв на ней более одного года. 24 сентября 2012 года принял участие в 67-й сессии Генеральной ассамблеи ООН в Нью-Йорке, где провёл встречу с генеральным секретарём ООН Пан Ги Муном.

### Второй срок на должности премьер-министра
После роспуска правительства 14 ноября 2012 года по вопросу несогласия отдельных членов кабинета с законопроектом о браке, 21 ноября президент Уаттара назначил Дункана на пост премьер-министра Кот-д’Ивуара вместо Жанно Ауссу-Куадьо, не смогшего сформировать новое коалиционное правительство. При этом, Ауссу-Куадио и Дункан состоят в Демократической партии во главе с Бедье, находящейся в коалиции с партией Уаттары — Объединение республиканцев. Также Дункан является членом политбюро Демократической партии, координатором инспекции и делегатом от департамента Гран-Басам.
22 ноября Дункан привёл к присяге своё правительство из 28 министров вместо прежних 39, оставив за собой пост министра экономики и финансов, в то время как Шарль Коффи Диби заменил Дункана в качестве министра иностранных дел, а президент Уаттара стал министром обороны.
После гражданской войны 2010—2011 годов, разорённая экономика Кот-д’Ивуара, основной сегмент которой составляет производство какао и кофе, страдает от долга в облигациях на 2,3 миллиарда долларов США, выплачивание которого инвесторам намечено по программе реструктуризации в течение ближайших двух лет. В связи с этим, Дункан пообещал стимулировать рост ВВП до показателя выше 10 процентов в 2014 году путём создания рабочих мест для молодежи, стимулирования развития частного сектора и сокращения масштабов нищеты. Ввиду того, что в 2013 году ВВП стран Африки вырос достиг 5,4 процентов, а ВВП стран Западной Африки — 6,5 процентов, Дункан выступил за введение общего внешнего тарифа на товары, продаваемые на территории стран-членов Экономического сообщества стран Западной Африки, а также за создание единой валюты, планируемое к 2020 году по примеру общей валюты Западноафриканского экономического и валютного союза.
7 января 2016 года, президент Уаттара, переизбравшийся на новый срок по результатам выборов 2015 года, отправил правительство в отставку в целях «придания новой динамики в деятельности правительства», и в тот же день переназначил Дункана на пост премьер-министра c поручением сформировать новое правительство. 13 января в президентском дворце в Абиджане состоялась церемония приведения к присяге 36 министров нового правительства, сформированного без каких-либо серьёзных изменений. Менее чем через месяц после парламентских выборов 18 декабря 2016 года, по результатам которых в парламент избрались 17 членов правительства, 7 января 2017 года на еженедельном заседании кабинет Дункан сообщил о подаче в отставку, которую 9 января на личной встрече принял президент Уаттара. Как ожидалось, новое правительство будет сформировано к 13 января, и всё это время Дункан будет продолжать исполнять свои обязанности. Пробыв 4 года на посту премьер-министра, уйдя в отставку в момент подавления попытки военного переворота и кардинальной смены руководства силовых структур, Дункан по данным СМИ может занять должность первого в истории страны вице-президента, учреждённую после принятия на референдуме 2016 года новой конституции и провозглашения Третьей республики.

### Пост вице-президента
10 января 2017 года президент Уаттара объявил о назначении Дункана на пост вице-президента Кот-д’Ивуара, что было встречено овацией депутатов в зале заседаний Национального собрания во главе с Гийомом Соро. В связи с тем, что состояние здоровья Уаттары является плодом слухов, а введение поста вице-президента предназначено для обеспечения плавного перехода власти в случае смерти или недееспособности президента, журналисты расценили Дункана как возможного преемника Уаттары, которого он сам себе и готовит. В тот же день на должность премьер-министра Уаттара назначил Амаду Жона Кулибали, поручив ему сформировать новое правительство в кратчайшие сроки. 11 января Уаттара одобрил новое правительство Кулибали из 28 министров, место министра экономики и финансов в котором занял Адама Коне, сменивший Дункана. 16 января Дункан официально вступил в должность вице-президента, принеся присягу перед членами Конституционного совета в президентском дворце.
8 июля 2020 года, в день смерти премьер-министра Кулибали, президент Уаттара принял отставку Дункана с поста вице-президента, о которой тот попросил ещё 27 февраля со ссылкой на «личные обстоятельства», оставшиеся неизвестными общественности.

## Личная жизнь
Жена — Кларисс Дункан (в девичестве — Айя-Куадио), один ребёнок — сын Альбер. Владеет французским, английским и испанским языками, занимается плаванием, бегом, футболом и теннисом, увлекается чтением и музыкой.

## Награды
10 сентября 2015 года президент Сенегала Маки Саль наградил Даниэля Каблана Дункана Большим крестом Национального ордена Заслуг «за его качества великого слуги государства, признанные за пределами наших границ».